# Ostatni bastion Barta Dawesa
Ostatni bastion Barta Dawesa (ang. Roadwork) – powieść Stephena Kinga z 1981. Wydana została pod pseudonimem Richard Bachman. W Polsce ukazała się po raz pierwszy w 2002 nakładem wydawnictwa Prószyński i S-ka.

## Fabuła
Głównym bohaterem jest Bart Dawes. Jest on pracownikiem pralni. W wieku trzynastu lat jego syn umarł na guza mózgu, później odeszła od niego żona. Pewnego dnia dowiaduje się, że zgodnie z decyzją urzędników dom, w którym mieszka oraz miejsce pracy przeznaczone są do wyburzenia. Na ich miejscu ma powstać nowa autostrada. Są to ostatnie rzeczy, które ceni i kiedy stróże prawa chcą go siłą wypędzić z własnego domu postanawia o niego walczyć.